# Ostha centriponens
Ostha centriponens är en fjärilsart som beskrevs av Dyar 1914. Ostha centriponens ingår i släktet Ostha och familjen nattflyn. Inga underarter finns listade i Catalogue of Life.